# إرفين ناغي
إرفين ناجي (بالمجرية: Nagy Ervin) (و. 1976  م) هو مؤدي أصوات، وممثل، ومؤدي مجري، ولد في دوناوجفاروس (مدينة).

## التعليم
تعلم في جامعة الفنون المسرحية والسينمائية (حتى 1999)
.

## جوائز
حصل على جوائز منها:
- نيشان الفنون والآداب من رتبة قائد (17 يناير 2013)[2]
- جائزة المنافسة العامة  [لغات أخرى]‏ (1946)

## وصلات خارجية
- إرفين ناغي على موقع IMDb (الإنجليزية)
- إرفين ناغي على موقع قاعدة بيانات الفيلم (الإنجليزية)

- إرفين ناغي في قاعدة بيانات الأفلام على الإنترنت